# Westport (Ontario)
Westport – wieś (ang. village) w Kanadzie, w prowincji Ontario, w hrabstwie Leeds And Grenville.
Powierzchnia Westport to 1,71 km². Według danych spisu powszechnego z roku 2001 Westport liczy 647 mieszkańców (378,36 os./km²).